# Grace Abbott
Grace Abbott (Grand Island, 17 novembre 1878 – Chicago, 19 giugno 1939) è stata un'attivista statunitense, si dedicò in particolare ai diritti degli immigrati e alla tutela contro il lavoro minorile.

## Biografia
Nata e cresciuta a Grand Island (Nebraska), suo padre, Othman A. Abbott, era un ufficiale governativo e fu il primo Lieutenant governor dello stato del Nebraska, mentre sua madre, Elizabeth M. Griffin, di religione unitarianista era una attivista suffragista e abolizionista. Nel 1898 si diplomò presso il  Grand Island College ed insegnò per diversi anni presso la Grand Island High School fino al 1906. Nel 1902 ottenne il graduate studies presso l'Università del Nebraska-Lincoln e poi nel 1904 presso l'Università di Chicago. Nel 1909, ottenne il Master of Philosophy in scienze politiche presso l'Università di Chicago.
Il suo interesse per le questioni sociali si manifestò nel 1907, quando entrò in contatto con l'attivista e scrittrice Jane Addams, fondatrice della prima casa di assistenza sociale degli Stati Uniti con sede a Chicago, la Hull House, dove la Abbott si trasferì e vi collaborò per oltre un decennio. Pur condividendo interessi in comune con la Addams, in particolare il suffragismo e il pacifismo, la giovane Abbott si dedicò al problema dei diritti dei cosiddetti "nuovi immigranti" (new immigrants), un flusso migratorio iniziato nel decennio 1880 composto da immigrati provenienti in particolare dall'Europa centrale e meridionale, di religione ebraica o cattolica, e percepiti come una reale minaccia dalla comunità americana nei confronto dello stile di vita e la cultura statunitensi. Tra il 1909 ed il 1910 scrisse diversi editoriali settimanali sul tema dell'immigrazione sulle pagine del Chicago Evening Post, che vennero pubblicati successivamente in una raccolta dal titolo Within the City's Gates, nei quali denunciava il pesante sfruttamento del lavoro degli immigrati.
A partire dal 1908 e fino al 1917, la Abbott divenne direttrice della Immigrant's Protective League, fondata in collaborazione con Sophonisba Breckinridge ed altre attiviste, e grazie a questa attività entrò a più stretto contatto con gli immigrati, provenienti soprattutto dalla Polonia, dall'Italia e dalla Russia, prendendo coscienza di quanto fosse difficile per questi nuovi arrivati non cadere vittime degli ingranaggi dello sfruttamento del lavoro. Grazie anche ai suoi numerosi studi sul trattamento degli immigrati presso il più grosso centro di smistamento e di accoglienza presso Ellis Island, e ad un suo viaggio nel 1911 in Europa Centrale, la Abbott prese ulteriore coscienza delle motivazioni, dei bisogni e delle speranze dei new immigrants.

## Il lavoro nelUnited States Children's Bureau
Nel 1912 il Congresso degli Stati Uniti votò la costituzione del United States Children's Bureau, la prima agenzia governativa nella storia mondiale ad occuparsi in maniera specifica delle problematiche collegate al problema dell'abuso minorile non solo in riferimento allo sfruttamento sul lavoro ma anche a tutte le altre forme di abusi e maltrattamenti contro i minori. Julia Lathrop fu nominata presidente dell'agenzia diventando così la prima donna ad essere responsabile di un'agenzia governativa degli Stati Uniti. Nel 1917, la Lathrop chiese a Grace Abbott di diventare responsabile della Child Labor Division, ovvero della divisione che si occupava in maniera specifica della piaga del lavoro minorile.
Fu in questa nuova veste che la Abbott, tramite la sua divisione, cercò di far applicare il Keating–Owen Child Labor Act of 1916 (noto anche come Wick's Bill), uno statuto che ebbe purtroppo vita breve, che cercò di limitare lo sfruttamento minorile proibendo la vendita tra gli Stati americani di merci e prodotti provenienti da fabbriche che utilizzavano bambini sotto i quattordici anni, da miniere che sfruttavano bambini sotto i sedici e di qualsiasi altra realtà produttiva che facesse lavorare un minore oltre le otto ore giornaliere. Quando la Corte Suprema nel 1918 fece ritirare la legge considerandola anticostituzionale, la Abbott, come forma di protesta, rassegnò le dimissioni dal suo incarico governativo. Dopo un breve periodo di insegnamento nell'Illinois, nel 1921 la Abbott fece il ritorno a Washington e venne nominata in quello stesso anno dal Presidente Warren G. Harding a succedere a Julia Lathrop in qualità di Direttrice del United States Children's Bureau, dedicandosi in particolare all'applicazione della legge Sheppard–Towner Act, che prevedeva importanti aiuti dello Stato federale a tutti quegli Stati che dimostravano di portare avanti concrete programmi di politiche a sostegno della salute delle donne e dei loro bambini. Tuttavia anche questa legge ebbe vita breve e il programma che prevedeva venne terminato per volere del Congresso nel 1929.

## L'insegnamento universitario e la ricerca sociologica
Nel 1934, dopo aver scoperto di essere affetta da mieloma multiplo, diede le sue dimissioni dalla Direzione del United States Children's Bureau e accettò la cattedra di Social Welfare presso l'Università di Chicago dove sua sorella, Edith Abbott, anch'essa fervente attivista per i diritti degli immigrati, era decano. Fu autrice di numerosi testi sociologici tra i quali The Immigrant and the Community  (1917) e The Child and the State in due volumi (1938). Nella ricerca fu pionieristico il suo utilizzo della statistica sociale e dei dati sociologici sulla delinquenza ed il lavoro minorili e dei dati statistici per il processo di legislazione sociale. Tra il 1934 ed il 1939 fu editore della rivista scientifica The Social Service Review. Collaborò in qualità di consulente per l'amministrazione Roosevelt per la stesura del Social Security Act emanato nel 1935.
Morì nel 1935 e le venne dedicata la School of Social Work presso l'Università del Nebraska-Lincoln, la sua statua, scolpita da James T. Olsen, si trova all'interno della Nebraska Hall of Fame, una sala monumentale dove si trovano le statue dei maggiori figure storiche originarie dello Stato del Nebraska. Dopo la sua morte venne pubblicata postuma nel 1941 una raccolta di suoi saggi dal titolo From Relief to Social Security.